# Hiroshi Saito (gouverneur)
Hiroshi Saito (Japans: 斎藤 弘, Saitō Hiroshi) (Yamagata, 18 oktober 1957) is de voormalige gouverneur van de prefectuur Yamagata. Hij werd verkozen op 14 februari 2005. Hij werd verkozen als onafhankelijke maar werd gesteund door de Liberaal-Democratische Partij. Zijn ambtstermijn liep af op 13 februari 2009. Op 25 januari 2009 verloor hij de verkiezingen tegen Mieko Yoshimura, die zijn opvolgster werd. Na het beëindigen van zijn studies aan de Tokyo University of Foreign Studies werkte hij bij de Bank van Japan, de Centrale bank van Japan.
In 1989 en in 1990 behaalde hij een Master of Arts in Public Policy (MIPP) en een Master of Arts aan de Paul H. Nitze School of Advanced International Studies, een onderdeel van de Johns Hopkins University. Sinds 2003 werkte hij voor de Bank van Yamagata.